# Isla Bare
La isla Bare (en inglés: Bare Island) también conocida como Motu-O-Kura (o "la isla de Kura" en maorí), es una pequeña isla situada en el océano Pacífico en el sur de la bahía de Hawke en la isla Norte de Nueva Zelanda. Se encuentra a 2 kilómetros (1,2 millas) de la costa norte de la isla, cerca de Waimarama, a 25 kilómetros (16 millas) al sur del cabo Kidnappers. En el lado suroeste de la isla, hay un acuífero que exuda agua dulce (llamado Nga Puhake-o-te-ora o "el eructo de la vida"). Desde la orilla Motuokura está descubierta, pero desde el lado del mar, hay suficiente cobertura para proporcionar lugares de descanso para los pingüinos azules y pardelas sombrías (Puffinus griseus).